# Хенштедт-Ульцбург
Хенштедт-Ульцбург (нем. Henstedt-Ulzburg) — община в Германии, в земле Шлезвиг-Гольштейн. 
Входит в состав района Зегеберг.  Население составляет 27 189 человек (на 31 декабря 2010 года). Занимает площадь 39,42 км².